# 野村一彦
野村 一彦（のむら かずひこ）は、日本の運輸官僚。自動車局長や海上保安庁長官等を歴任し、退官後は日本自動車ターミナル社長などを務めた。

## 来歴
福岡県出身。第五高等学校を経て、1943年東京帝国大学法学部法律学科を卒業。
1964年、運輸省福岡陸運局長に就任する。
1966年、運輸省海運局参事官に就任する。
1968年、運輸省海運局次長に就任する。
1970年、運輸省自動車局長に就任する。
1972年、海上保安庁長官に就任する。
1978年、日本原子力船開発事業団理事長に就任する。
1983年、中央公害対策審議会委員に就任する。
1988年、日本自動車ターミナル代表取締役社長に就任する。

## 栄典
1992年、勲二等旭日重光章受章。